# Viano
Viano là một đô thị ở tỉnh Reggio Emilia, vùng Emilia-Romagna miền trung nước Ý. Đô thị này nằm ở khu vực có độ cao 275 mét trên mực nước biển.